# Чжу Юлан
Чжу Юлан (кит.: 朱由榔; піньїнь: Zhu Youlang), храмове ім'я Чжаоцзу́н (кит. трад.: 昭宗; піньїнь: Zhāozōng; 1 листопада 1623 — 1 червня 1662) — останній імператор династії Південна Мін.

## Життєпис
Був сином Чжу Чан'їна, сьомого сина імператора Чжу Їцзюня.
Зійшов на престол Південної Мін наприкінці 1646 року. За його правління держава продовжувала втрачати свій вплив і могутність під тиском маньчжурської династії Цін. Зрештою 1661 року імператор був змушений утекти до Бірми. Однак цінська армія наздогнала його та взяла в полон. Був страчений у червні 1662 року. Таким чином династія Мін остаточно припинила своє існування.